# Mya ga naing
Mya ga naing (barmským písmem မြဂနိုင်) je barmský černobílý němý film z roku 1934 o zhýčkaném městském člověku, který utíká do džungle, s hromadou kaskadérských kousků a akcí. Zajímavý by však byl i příběh o ztrátě a obnovení mistrovského díla režiséra Maunga Tin Maunga z roku 1934.     

## Synopse
Hluboko v džungli, kde jsou doma tygři, hadi a sloni, žije v idylickém klidu majitel pily U Pho Thwa se svou rozkošnou vnučkou Myint Myint. Jednoho dne  je Myint Myint na projížďce svržena z koně do řeky a před utonutím ji zachrání Chit Shwe, pohledný mladík z Rangúnu. Bohužel se mladý pár musí příliš brzy rozejít, protože Chit Shwe se musí vrátit do města, aby se pokusil zachránit svého otce před nevěrnou macechou a  před promrháním rodinného jmění. Chit Shwe potřebuje peníze a rozhodne se předstírat, že je hledaný zločinec, aby se mohl za odměnu přihlásit. Policie ho však horlivě pronásleduje a Chit Shwe musí utéct, jen aby zůstal naživu, k čemuž využívá všechny dostupné dopravní prostředky včetně horkovzdušného balónu. Vítr osudu ho zavane směrem k pile. Šťastně shledaní Myint Myint a Chit Shwe se ubrání útoku skupiny zlodějů, při němž dědeček přijde o život, ale Chit Shwe dostane vítanou zprávu, že jeho nevlastní matka konečně utekla se svým milencem, otec se znovu vzpamatoval a mladý pár čeká na čaj a svatební požehnání v Rangúnu.

## Obsazení
- Daw Myint Myint jako Myint Myint
- U Chit Shwe jako Chit Swe
- U Ba Saw Gyi jako Ba Saw Gyi